# Scrapbooking

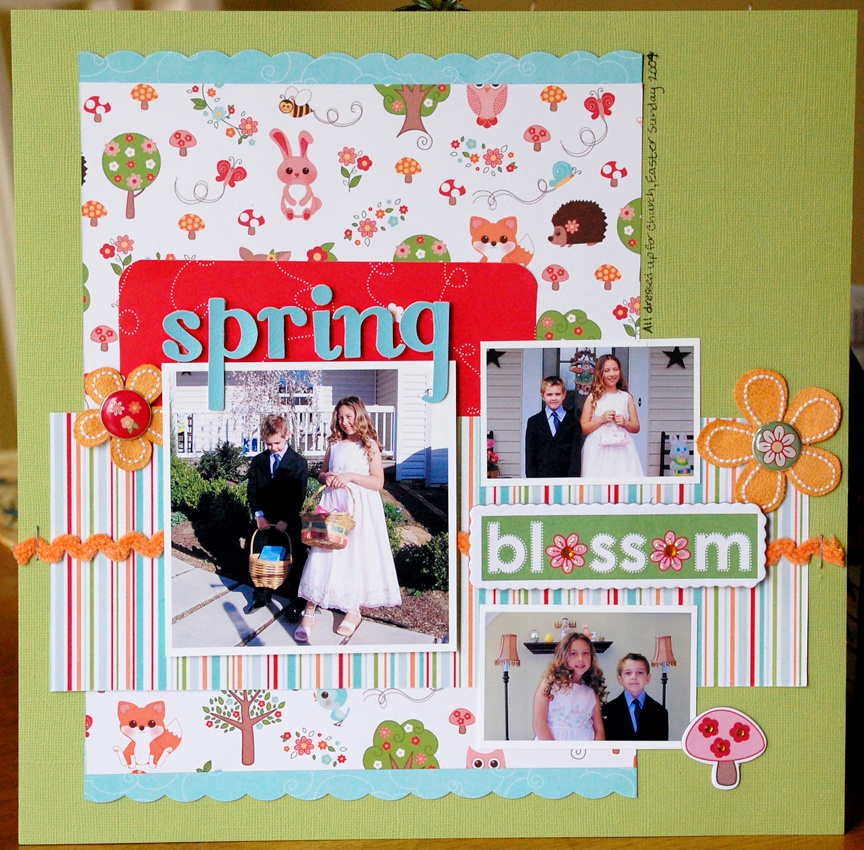
Exempel på scrapbooking.

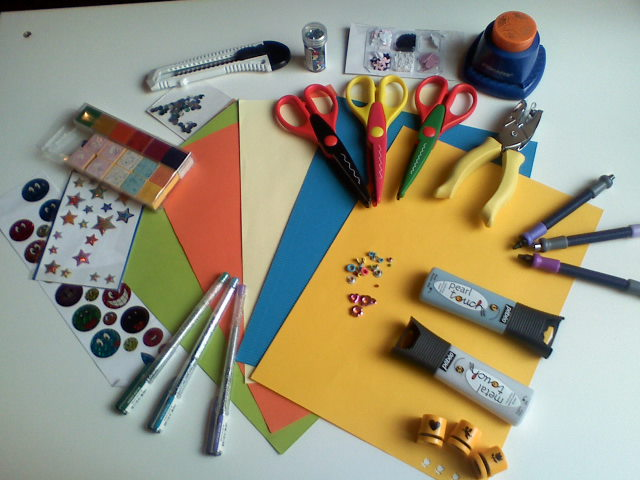
Kontorsmateriel som kan användas vid scrapbooking.

Scrapbooking är en engelsk term som kan användas när man i stället för att bara sätta in foton i album även sätter in en massa andra saker. Man klipper, klistrar och sätter in klistermärken, biljetter, dikter osv. En scrapbook kan jämföras ungefär med en urklippsbok. 
Det innebär att man dekorerar sina fotoalbum genom att t.ex. montera foton på färgade och mönstrade papper, skriva dokumentation om bilderna och kanske lägga med små minnessaker. För att albumen ska hålla i flera generationer är det bra om man använder material som är åldersbeständigt och inte förstör fotografier och album. Om man till exempel vill sätta in ett tidningsklipp i albumet bör man tänka sig för, eftersom tidningspapper innehåller både för fotona skadlig syra och vedämnet lignin, som gör att tidningsklippet gulnar och blir skört med tiden. Det man alltså ska tänka på är att man använder syrafritt papper och andra syrafria material, och att de är så arkivbeständiga som möjligt. Det gäller såväl papper, pennorna man skriver med och lim/tejp man använder att fästa sakerna på sidorna med. En scrapbooking-sida kallas också LO (förkortning för layout). En LO kan vara fritt utformad men också inspirerad av en skiss eller liknande.
Det är också vanligt att man inom scrapbooking tillverkar egna kort samt adresslappar till presenter och julklappar. Även digital scrapbooking förekommer.

## Historia
Modern scrapbooking kommer från USA, där det fullkomligt exploderat under 2000-talet och sägs vara en av deras största hobbyer med hög årlig omsättning. Men företeelsen att samla sina minnessaker i dekorerade album kommer ursprungligen från England under den viktorianska tiden. Med utvandrare spreds det sedan till andra sidan Atlanten, och har utvecklats till scrapbooking.